# 徐景文 (牙醫)
徐景文（1885年—1953年），廣東番禺人，中國牙科醫生。

## 生平
徐景文生于香港，早年在香港聖保羅書院、拔萃書室學習，1901年到上海聖約翰大學學習。1902年留學美國，1905年畢業於斐爾特斐耳牙科大學（費城）牙醫科，後來還曾到歐洲國家進修。
此後他在北京、天津做牙醫。他曾是天津最早的牙醫之一。魯迅在北京時曾到他這裡看牙，如1913年5月3日魯迅日记中稱：“午后赴王府井牙医徐景文处治牙疾，约定补齿四枚，并买含嗽药一瓶，并价四十七元。”
1953年冬，因患腦溢血病逝於天津恩光醫院,終年69歲

### 改授醫科舉人[4]
- 光緒三十二年九月十二日（1906年10月29日），內閣奉旨：本日學部帶領引見之考驗遊學畢業生，徐景文賞給醫科醫士[5]
- 因北洋醫學堂及北洋軍醫學堂全班學生，請學部代奏，將此次考取醫科學生一律改賜進士、舉人，光緒三十二年九月十七日，改給舉人[6][7]

## 家庭
- 父：徐善亭，曾留学澳大利亚学习牙科，毕业后居香港，1904年在香港出版《新发明牙科卫生书》。徐善亭和孫中山交往密切，后加入兴中会。

## 延伸阅读
[在维基数据编辑]
 《游美同學錄·徐景文》，出自《游美同學錄》